# Петрово поље (Далмација)
Петрово поље је крашко поље у Далмацији, у данашњој Хрватској. Настало је тектонским покретима и крашком ерозијом.

## Положај и опис
Површина му износи 57 км². Дуго је 17 км, а широко до 8 км. Дно поља се налази на 268 м. н. в. Простире се између планине Промине на западу, Свилаје на истоку и Мосећа на југу. На сјеверу се преко Петровог кланца, између Промине и Свилаје, надовезује на Косово поље. Према југоистоку се продужава у узак коридор између Свилаје и Мосећа, а на крајњем западу, између Промине и Мосећа се налази град Дрниш.

## Географске карактеристике
Јужни дио поља је изразито раван и кроз њега протиче ријека Чикола, док је сјеверни дио брежуљкаст. Кречњачка узвишења у пољу се називају главице, као што су Кадина главица (384 м. н. в) и Балина главица (362 м. н. в). Ту је и Мидењак (345 м. н. в.), Главичина (336 м. н. в.), Цецела (301 м. н. в.).

## Привреда
Ово је једно од најплоднијих поља у Далмацији са развијеном пољопривредом. Највише се гаје пшеница, кукуруз и винова лоза. У западном дијелу поља се налазе велики дрнишки виногради.

## Историја
У доба Римског царства се звало Campus Illyricus, а данашње име се први пут спомиње у 11. вијеку. У Античко доба су се на подручју Петровог поља налазила насеља Промона и Синодијум. У средњем вијеку је у Петровом кланцу била тврђава Петровац. За време турске власти, на том подручју је постојала посебна нахија Петрово поље.

## Насеља
Насеља смјештена на ободу поља су: Дрниш, Кричке, Ружић, Умљановић, Кљаке, Чавоглаве, Градац, Отавице, Кањане, Парчић, Миочић, Биочић, Тепљух, Сиверић, Бадањ. Кадина Главица се налази на истоименом узвишењу у пољу, а Баљци и Мирловић Поље изнад поља, на обронцима Свилаје.